# Bara Gumbad
El Bara Gumbad (en hindi: बड़ा गुम्बद, literalmente, 'gran cúpula') es un monumento medieval de la India ubicado en los jardines Lodhi, en Delhi. Forma parte de un grupo de monumentos integrado por una mezquita del viernes (Jama Masjid) y el mehman khana (casa de huéspedes) de Sikandar Lodi, el gobernante del sultanato de Delhi. El Bara Gumbad fue construido en 1490, durante el reinado de la dinastía Lodi, y se atribuye habitualmente a ese mismo Sikandar Lodi. Se cree que conserva la cúpula completa más antigua de cualquiera de los edificios de Delhi.
El monumento está situado cerca de la tumba de Sikandar Lodi y del Shisha Gumbad. Las tres edificaciones comparten una plataforma elevada común y se construyeron durante el reinado de los Lodi, aunque no al mismo tiempo. El propósito de los constructores del Bara Gumbad no está claro: puede haber sido pensado mausoleo independiente, pero no se ha identificado ninguna lápida. El área en la que se encuentra el Bara Gumbad se llamaba formalmente village Khairpur.

## Historia
El Bara Gumbad se construyó en el año 1490, y se cree que conserva la cúpula completa construida más antigua de Delhi. Su construcción generalmente se atribuye a Sikandar Lodi. Un mihrab (nicho de oración) en la mezquita del viernes (Jama Masjid) del Bara Gumbad tiene como fecha de construcción 900 AH (Anno Hegirae) del calendario lunar islámico.
Son cuatro los monumentos en los jardines Lodi, el Bara Gumbad, la tumba de Sikandar Lodhi, el Shisha Gumbad y la tumba de Muhammad Shah (que perteneció a la dinastía Sayyida). El Bara Gumbad está situado a unos 400 m al suroeste de la tumba y a unos 75 m al sur del Shisha Gumbad. Durante el gobierno de Sikander Lodi, se construyeron el Bara Gumbad, la mezquita adyacente y el mehman khana (la casa de huéspedes). El Bara Gumbad se especula que podría haber servido de puerta de entrada a la mezquita del viernes. Sin embargo, debido a las fechas de construcción, a su ubicación y a las diferencias estilísticas, la teoría de la puerta no parece muy verosimil. El propósito y el significado de Bara Gumbad aun es desconocido y hasta la fecha sigue siendo un misterio. La mezquita del viernes se construyó en 1494. Fue la primera mezquita construida en un estilo nuevo que apareció por primera vez durante la dinastía Lodi.
Algunos historiadores sugieren que el Bara Gumbad fue construido en 1490 por un noble no identificado, antes de que fuera destinado por Sikander Lodi en 1494 para proporcionar una entrada a su propia mezquita. En origen, todos los monumentos del conjunto fueron construidos de forma independiente y no tenían un cierre de confinamiento. A principios del siglo XX se habilitó un parque que reunía a los cuatro monumentos en un solo recinto. El parque fue inaugurado el 9 de abril de 1936 por lady Willingdon, la esposa del virrey lord Willingdon, entonces virrey de la India. El parque originalmente fue nombrado en su honor Lady Willingdon Park, pero después de la independencia del país en 1947 pasó a llamarse Lodhi Gardens.

## Construcción y arquitectura

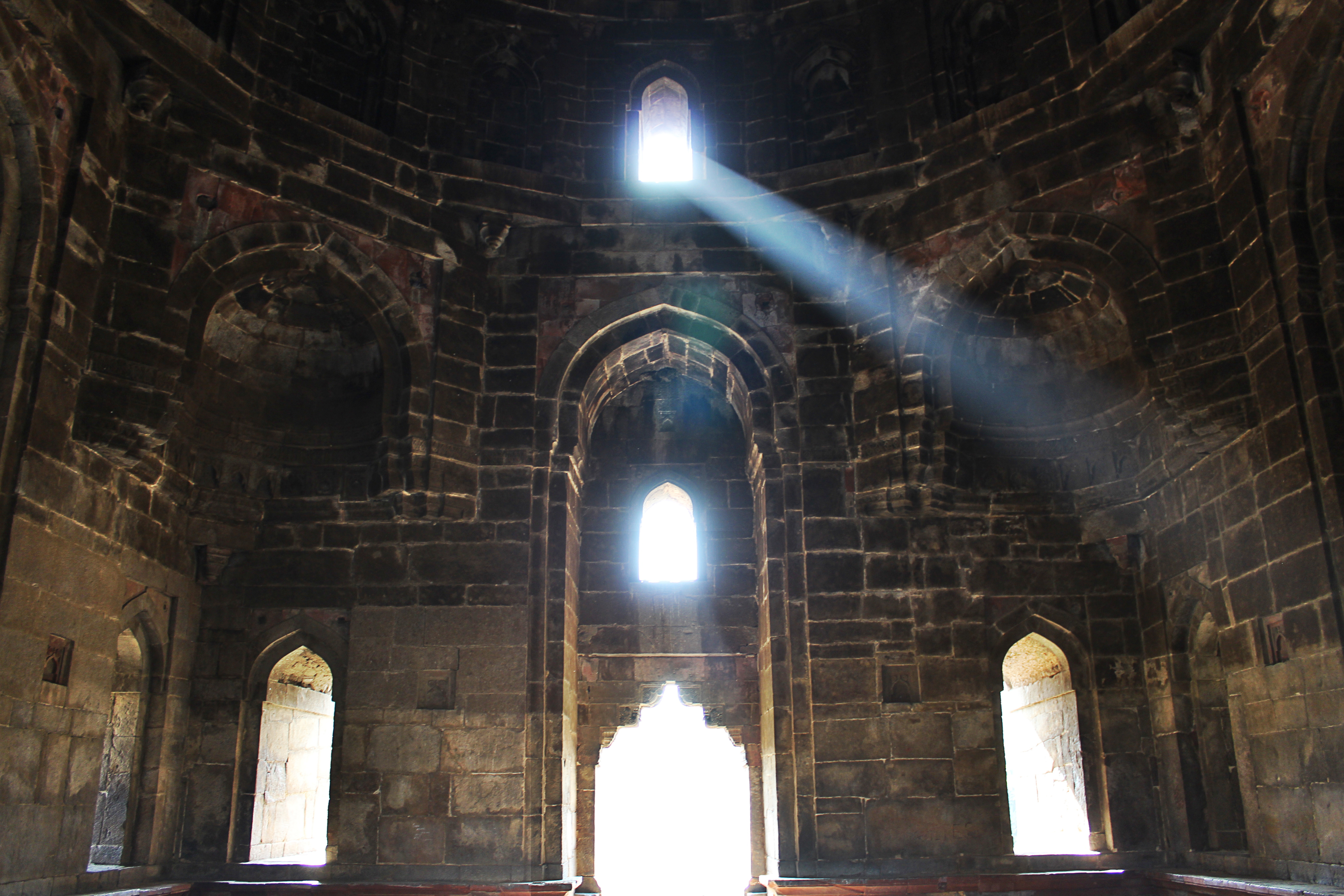
Interior del Bara Gumbad

Se especula que el Bara Gumbad fue construido para proporcionar una puerta de entrada a la mezquita cercana. Aunque la edificación no alberga ninguna tumba, hay una plataforma en el patio central que sugiere que el edificio podría ser un lugar de enterramiento. El propósito del Bara Gumbad es desconocido. Bara Gumbad se agrupa junto con una mezquita y un mehman khana, que es un edificio más pequeño con cinco vanos. Todas las edificaciones se construyeron sobre una plataforma de 4 m de altura, con un área total de 1050 m². La plataforma tiene 30 m (este-oeste) y 25 m (norte-sur).

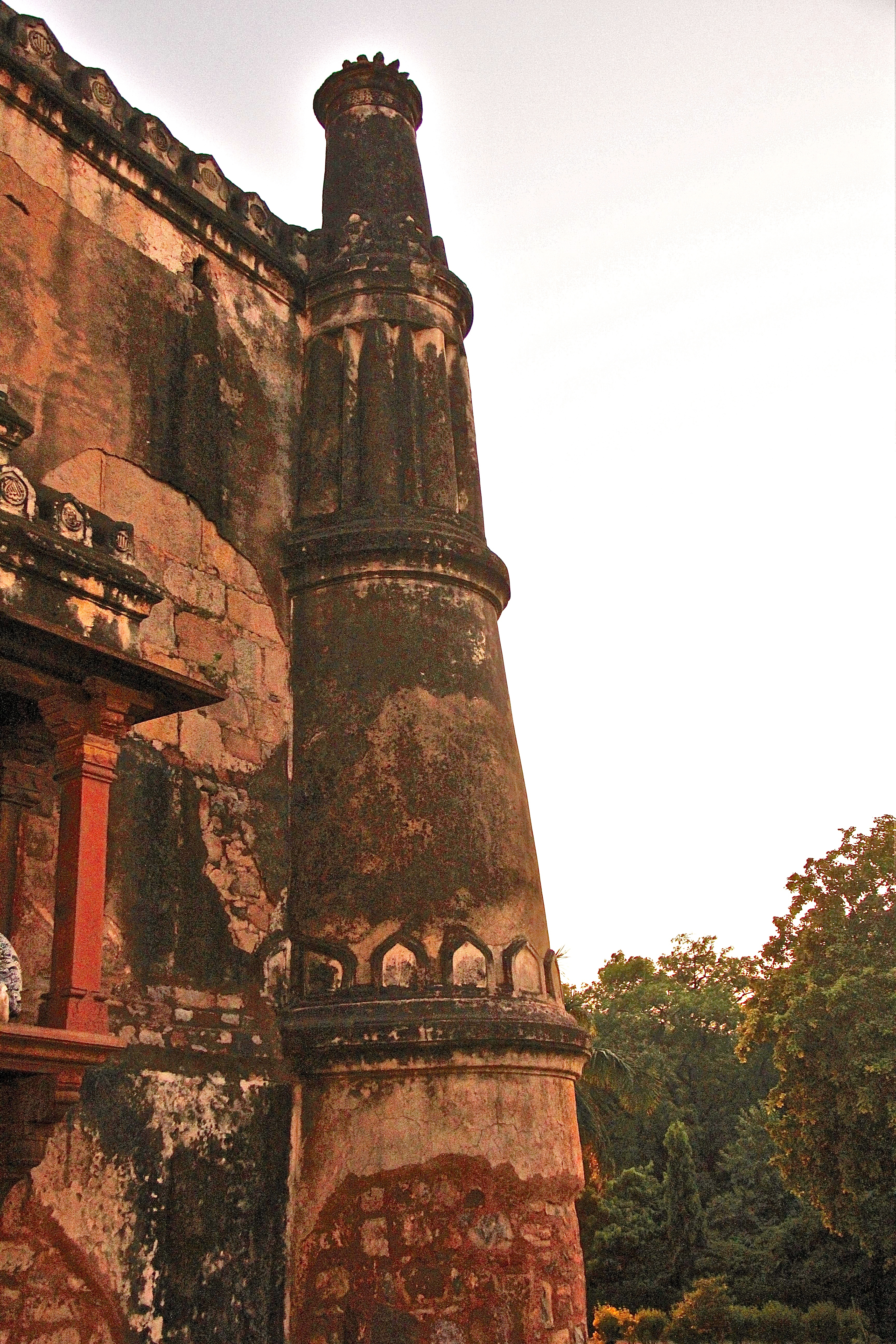
Minarete semicircular de la mezquita

Tres de las cinco crujías en la mezquita están cubiertas con cúpulas, mientras que las dos restantes tienen techos abovedados (sobre la mezquita y el mehman khana). En las crujías centrales se disponen cúpulas bajas, y las crujías finales tienen cubiertas planas. Hay miradores orientados hacia el norte y el sur. Tanto los miradores como los minaretes cónicos parecen anticipar estilos arquitectónicos posteriores.
El Bara Gumbad es una construcción de planta cuadrada que se asienta sobre un plinto y  tiene  29 m de altura,  20 m de longitud y 20 m de anchura. Los muros tienen 12 m de altura. Al igual que el Shisha Gumbad, el Bara Gumbad también es un edificio de una única planta, pero tiene una apariencia externa que parece tener dos pisos. La superficie total del Bara Gumbad (excluyendo la mezquita y la casa de huéspedes) es de 361 m².
La mezquita a su vez tiene 20 m de lado y las esquinas de la trasera y los laterales cuentan con altos minaretes de planta semicircular y alzado cónico. El este, el sur y el oeste están decorados, y disponen de aberturas de arco de ogee, que se colocan en marcos rectangulares. La estructura combina vigas de soporte y dintel, aunando características de las arquitecturas islámicas e hindú.
La cúpula, la mezquita y el mehman khana están construidos con piedra de color rojo, gris y negro, incluida cuarcita gris y piedra arenisca roja. El interior está ornamentado con elaborados estucos pintados. Hay azulejos de colores, tallas incisas y yesos pintados decorados con follaje, flores, patrones geométricos e inscripciones coránicas.

## Ubicación
El Bara Gumbad se encuentra en, y forma parte de,  los jardines Lodhi en Delhi. La localidad donde se encuentra el monumento antes se llamaba Khairpur. El jardín está rodeado por la Amrita Shergill Marg, en el oeste, noroeste y norte, por la Max Mueller Marg, en el este y por la Lodhi Road, en el lado sur. La tumba de Safdarjang está situada en la esquina suroeste del jardín Lodi.

## Galería de imágenes

Bara Gumbad y mezquita
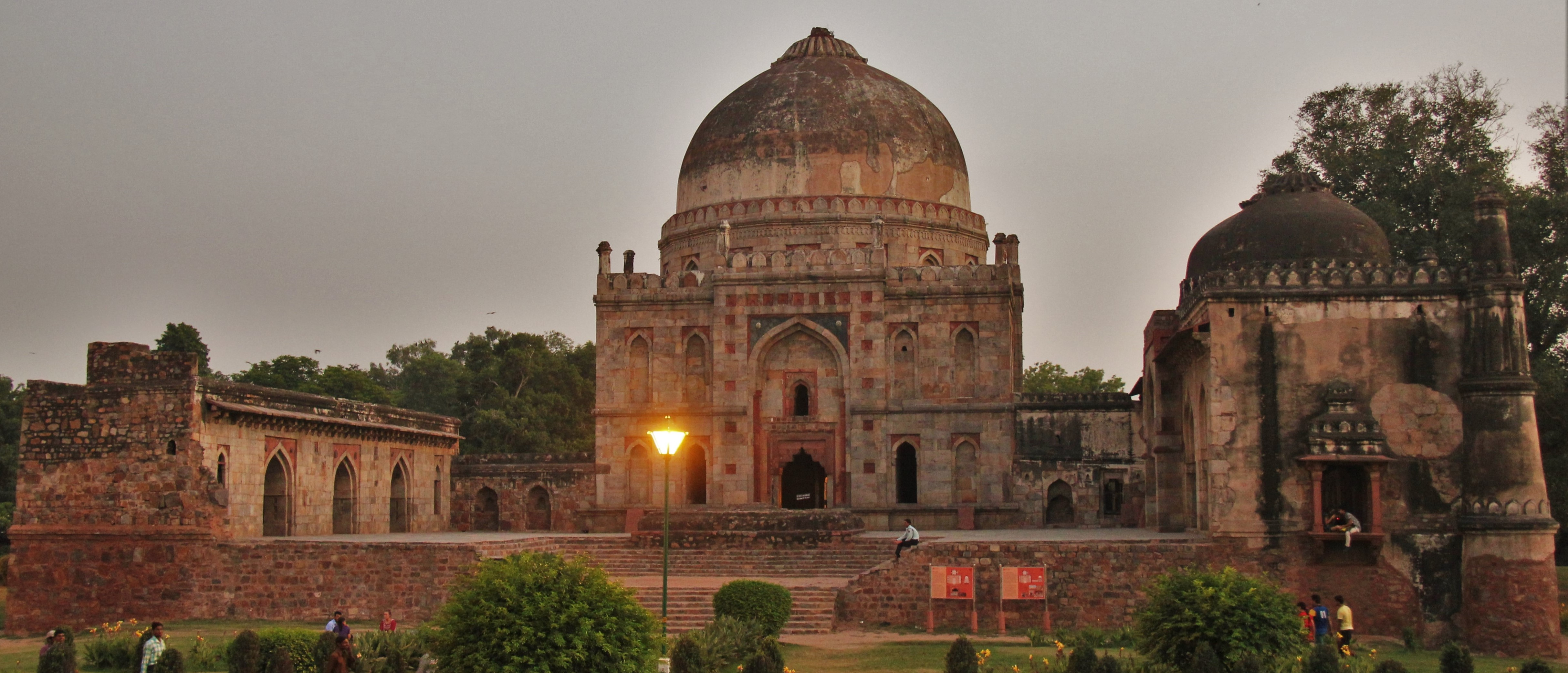
Bara Gumbad y mezquita
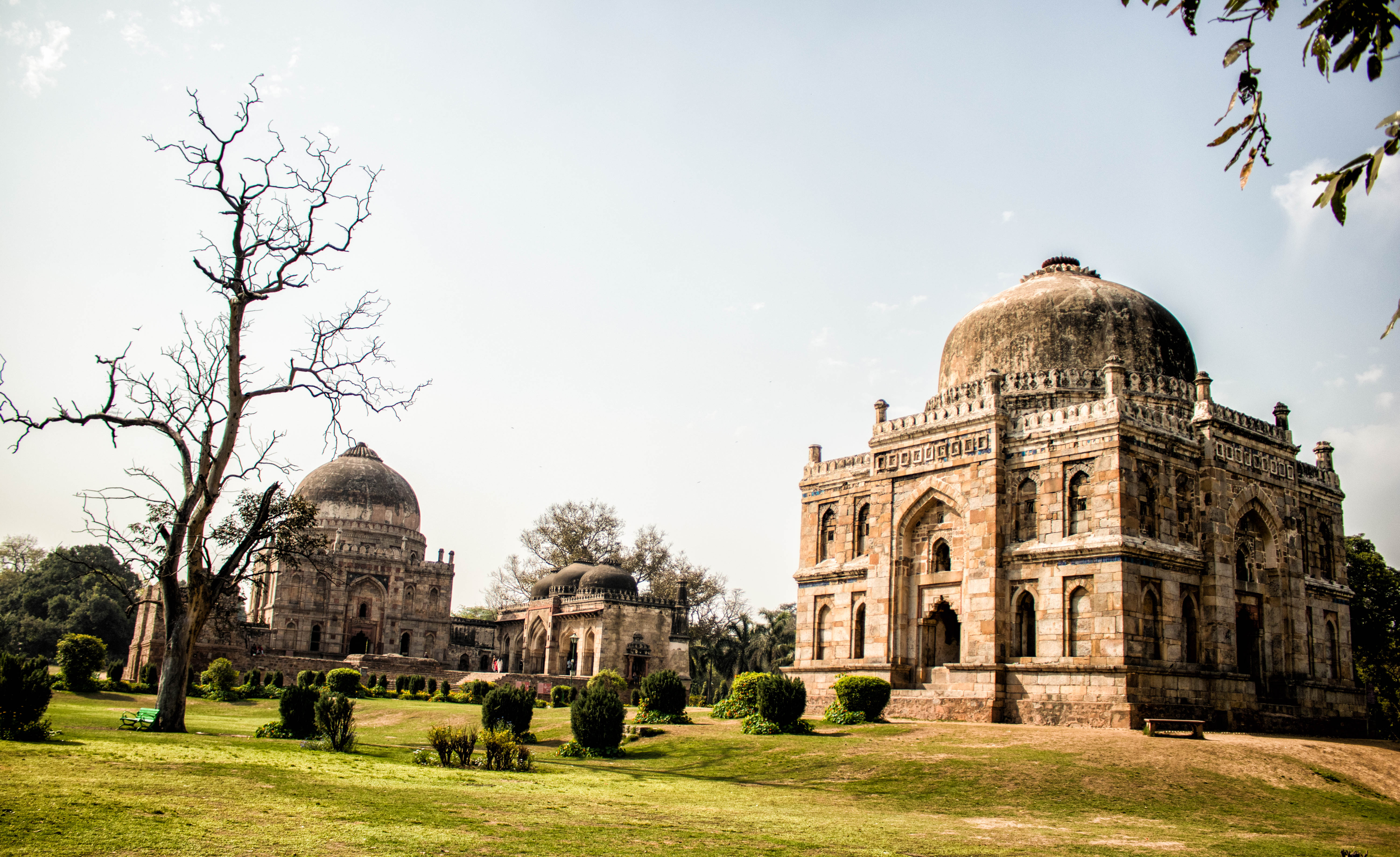
Bara Gumbad y mezquita, con el Back Shisha Gumbad en el frente
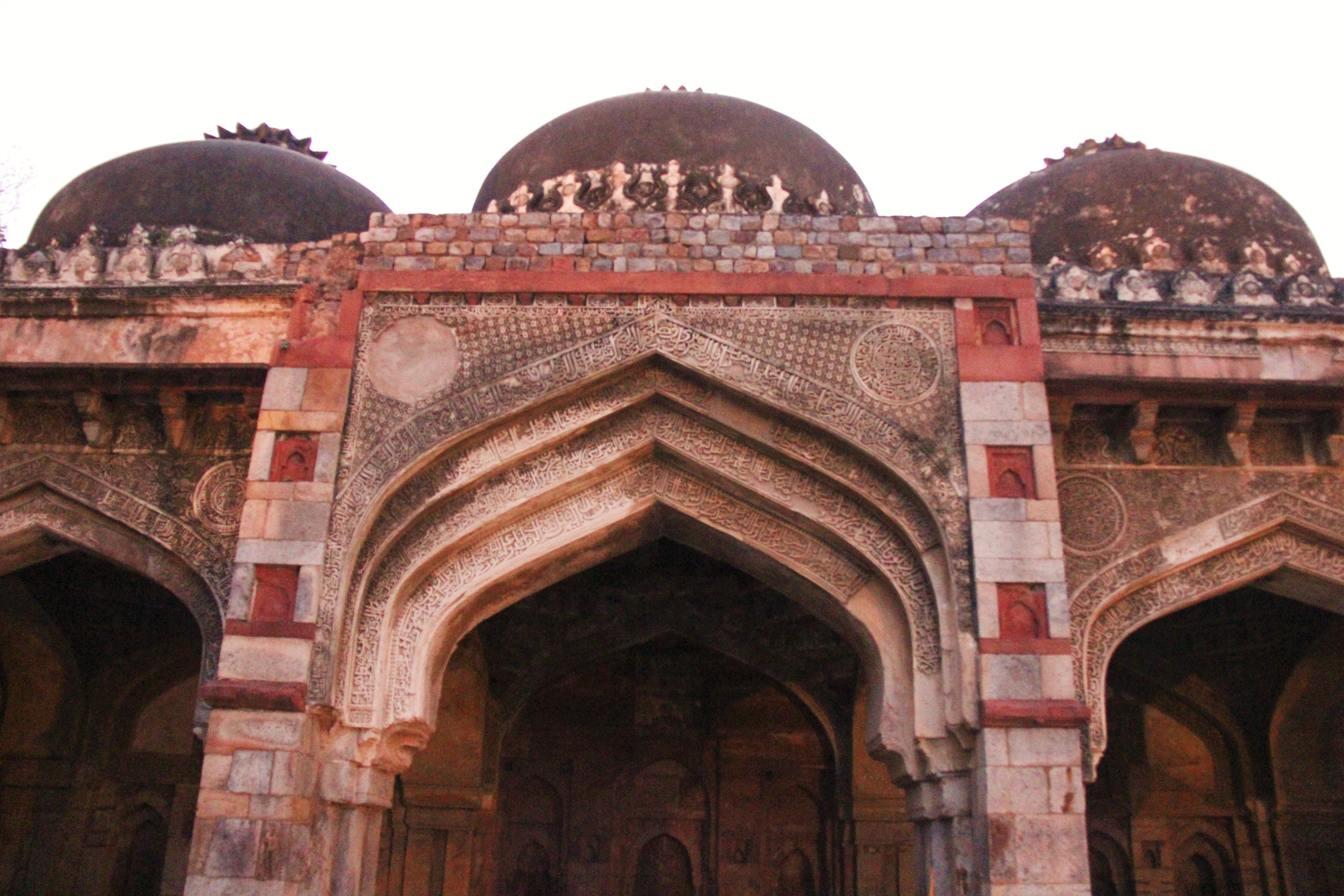
Mezquita del Bara Gumbad

Interior y detalles de la mezquita
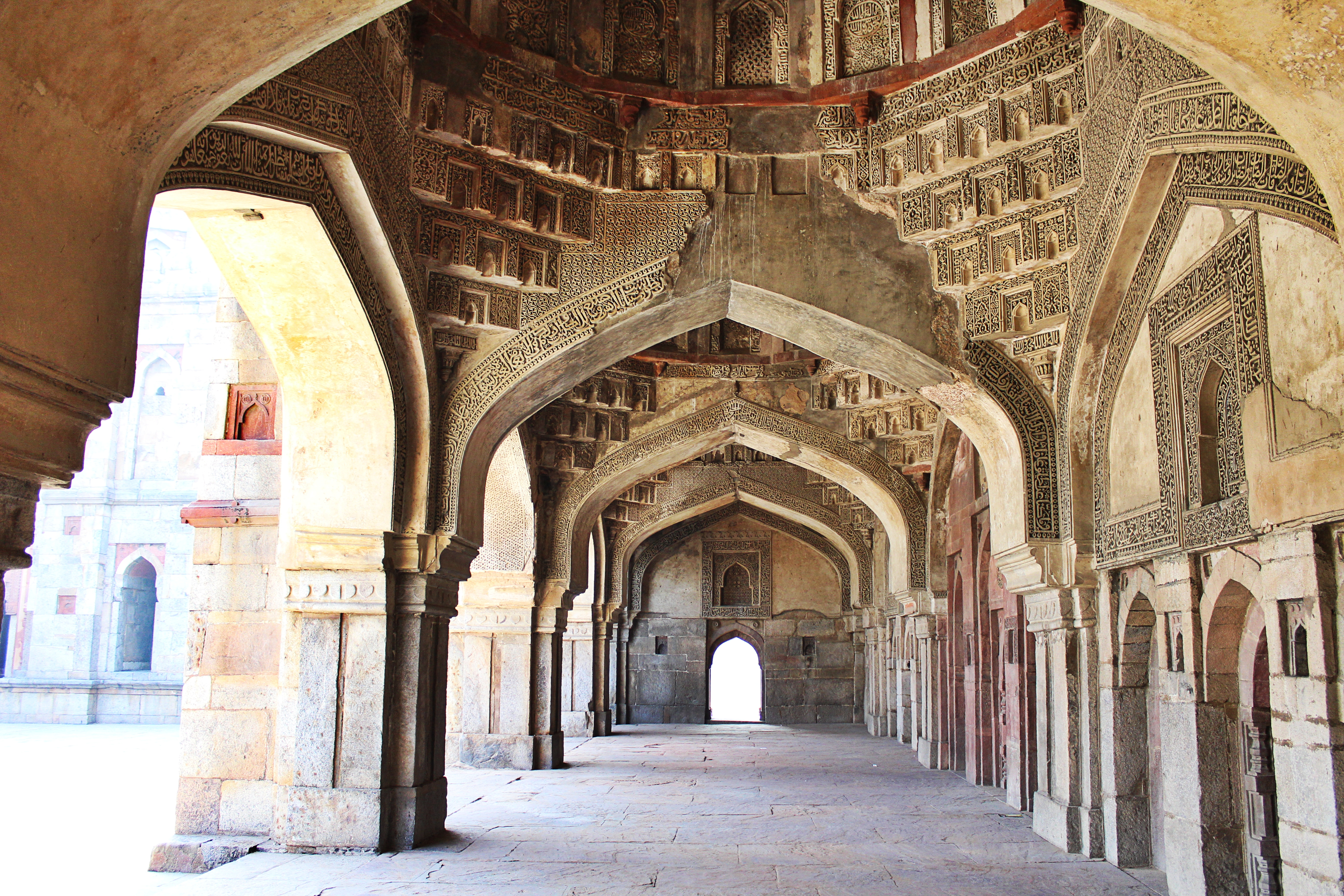
Interior de la mezquita
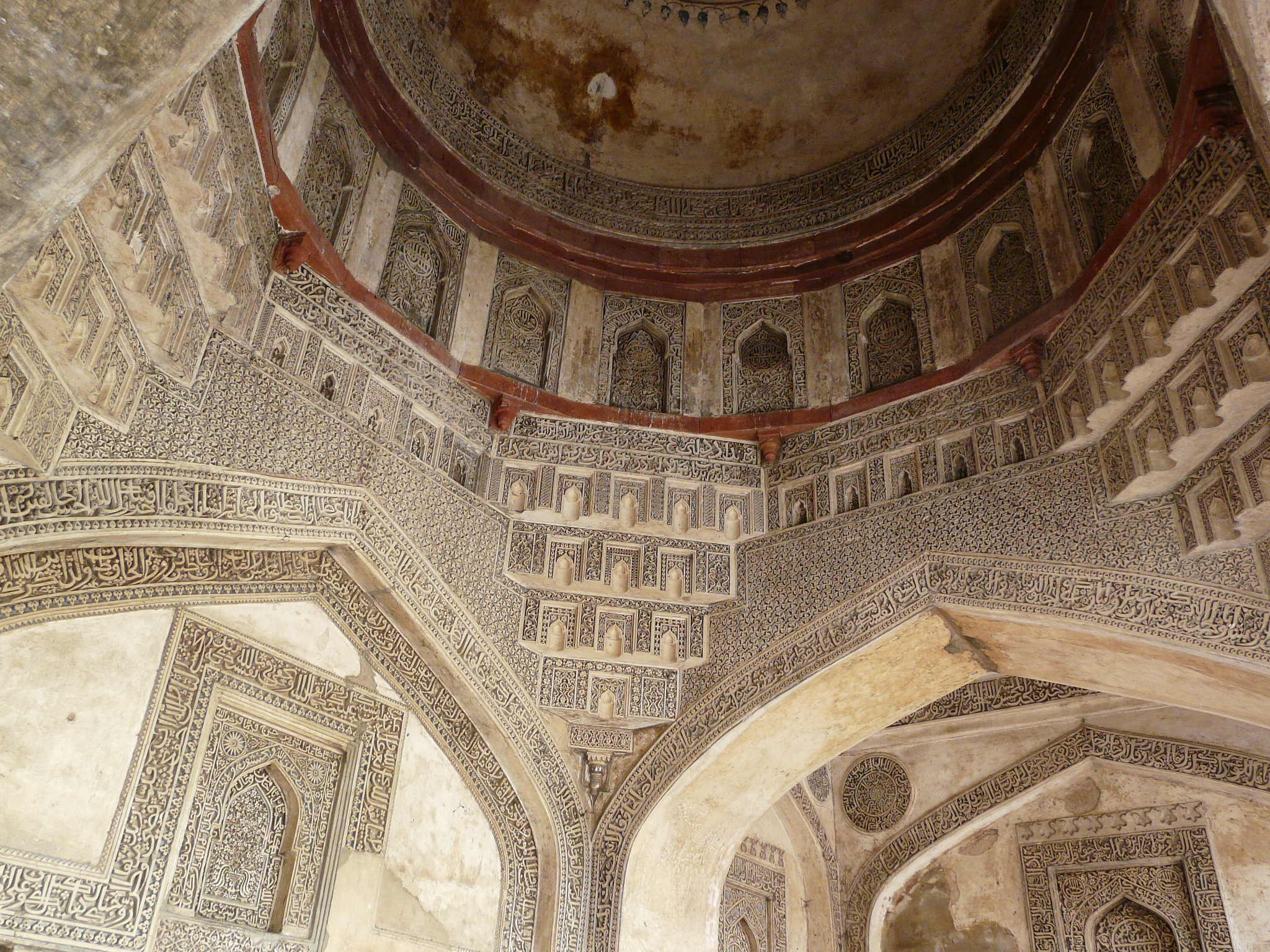
Cúpula central de la mezquita
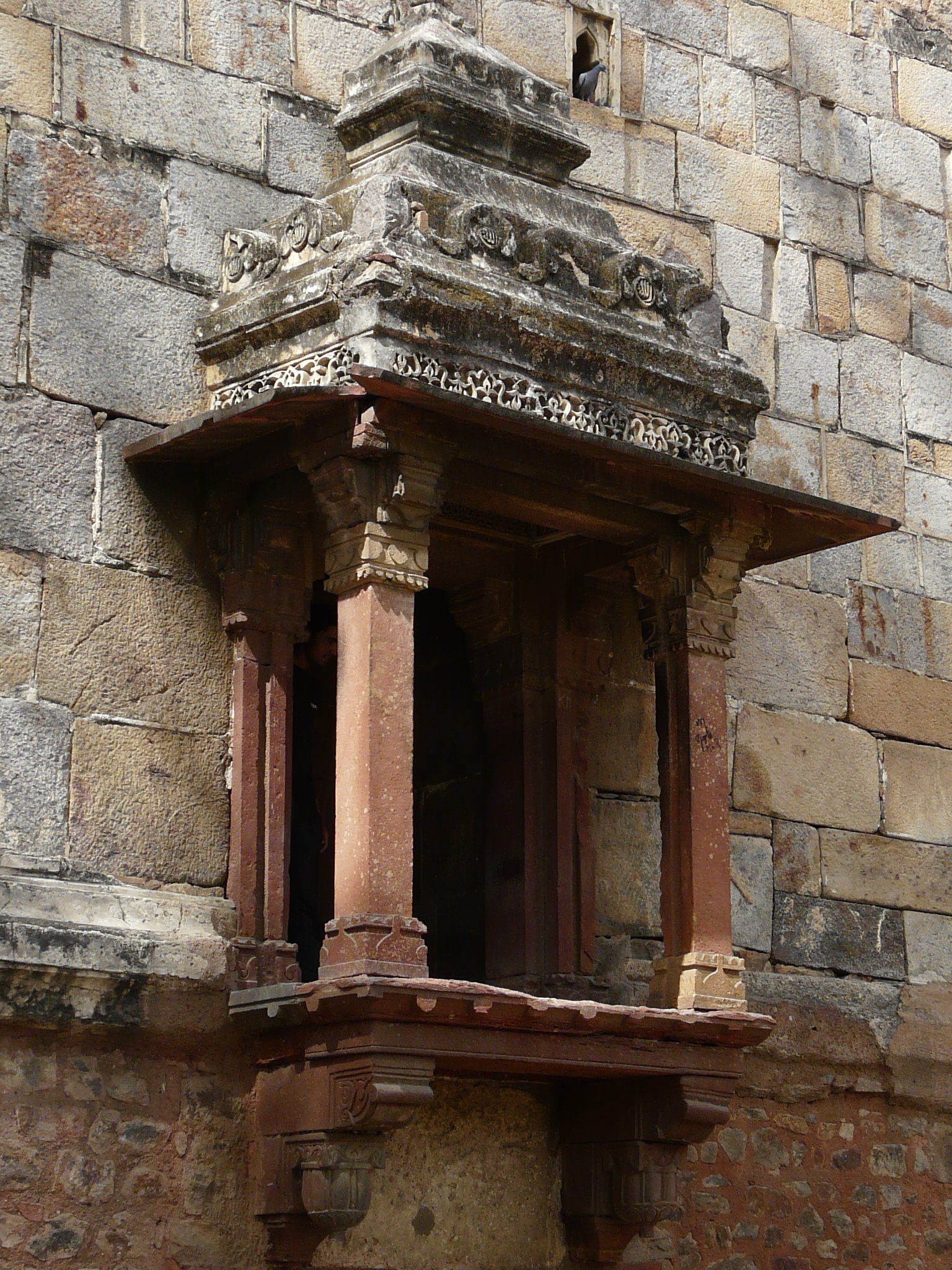
Mirador-balcón lateral de la mezquita
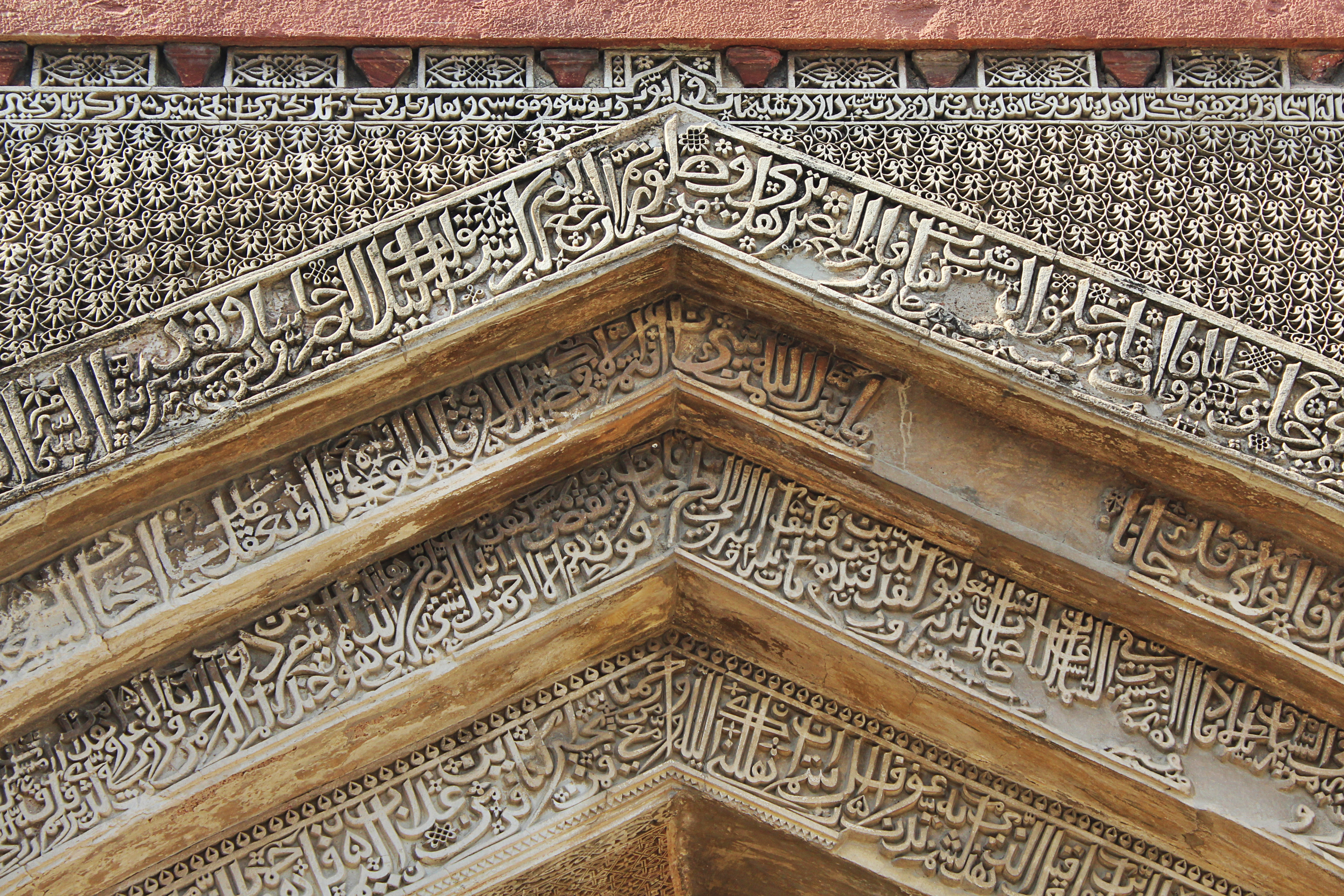
Tallas en el exterior de la mezquita